# Chikungunya
La chikungunya (CHIK) è una malattia febbrile acuta virale, epidemica, trasmessa dalla puntura di zanzare infette.

## Storia
Il termine, che in lingua makonde significa "ciò che piega" o "contorce", fu impiegato durante un'epidemia in Tanzania nel 1952, a causa delle limitazioni articolari dovute alle importanti artralgie che caratterizzano la malattia. Probabilmente, si era già avuta un'epidemia di chikungunya in Indonesia nel 1779. Da allora il virus è stato riconosciuto come responsabile di alcune epidemie in Asia ed Africa. Nel gennaio 2006 si è registrata un'epidemia nell'isola di Réunion, nell'Oceano Indiano.

### La prima epidemia in Italia
Nel mese di agosto del 2007 il Ministero della salute italiano dirama un comunicato che conferma un'epidemia di chikungunya (la prima sul suolo europeo dall'individuazione del virus) nei paesi di Castiglione di Cervia e Castiglione di Ravenna (ambedue in provincia di Ravenna e presso il confine con la provincia di Forlì-Cesena). Alla fine l'epidemia fa registrare circa 250 casi, fra questi un anziano è deceduto, dopo un ricovero all'ospedale di Ravenna, con i sintomi ascrivibili alla malattia, ma non strettamente riconducibile al virus. Le prove di laboratorio hanno permesso di stabilire con certezza che si è trattato di chikungunya trasmessa da Aedes albopictus, conosciuta come zanzara tigre (vedi nei collegamenti esterni la documentazione a cura della regione Emilia-Romagna). A circa 10 anni di distanza, l'8 settembre del 2017, il Ministero della salute Italiano ha diramato un comunicato per un altro focolaio epidemico che ha avuto inizio ad Anzio e focolai secondari, causati da persone infette che si spostano e vengono poi punte dalla zanzara tigre, a Latina, Roma e Guardavalle Marina. In questo episodio i casi accertati sono oltre 500.

## Eziologia

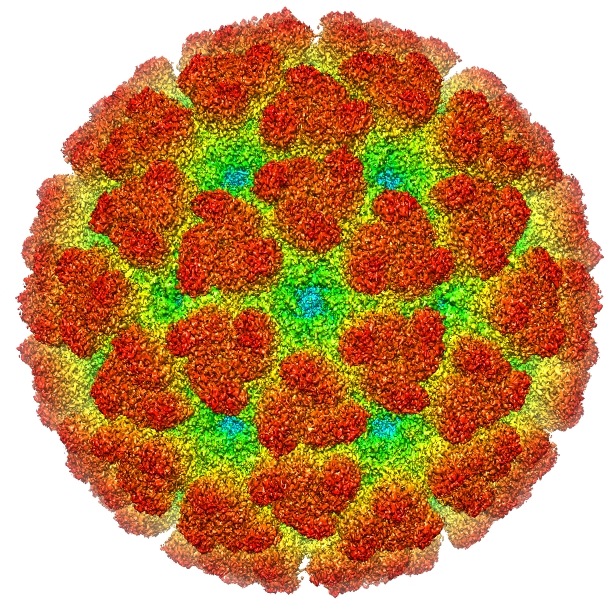
Ricostruzione del virus al microscopio elettronico

L'agente eziologico è il Chikungunya virus (CHIK), della famiglia delle Togaviridae, del genere degli Alphavirus. È molto simile al O'nyong-nyong virus e al Sindbis virus. Altri Alphavirus patogeni noti sono quelli dell'encefalite equina dell'Est, dell'encefalite equina dell'Ovest e dell'encefalite equina venezuelana.

## Epidemiologia

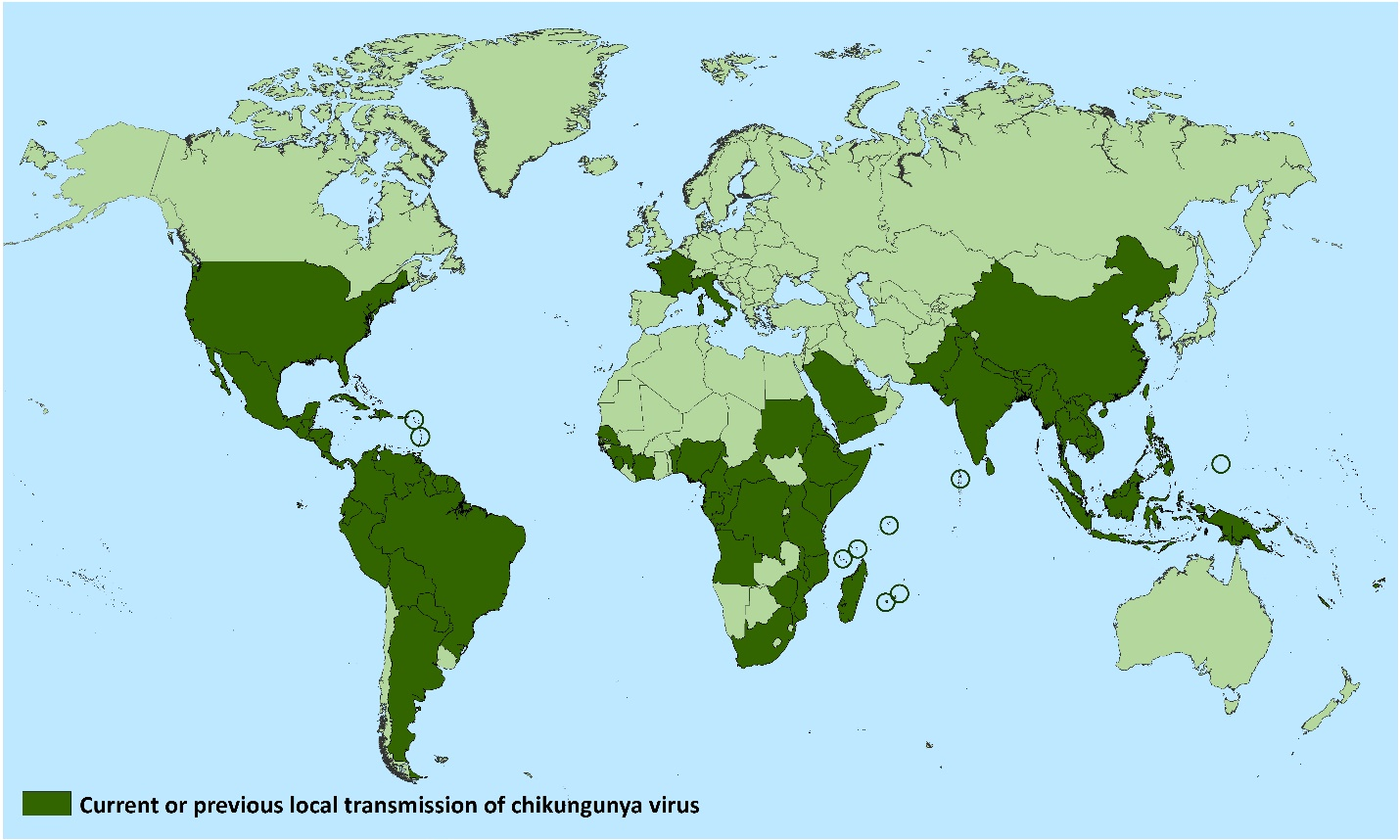
Il verde scuro indica i paesi con attuale o passata trasmissione locale del virus. Dai CDC, settembre 2019.

Il virus si trova in Africa, nelle isole caraibiche e dell'Oceano Atlantico, nelle isole dell'Oceano Indiano, nel sud-est asiatico, fino alle Filippine, all'Indonesia dal 2013 e dal 2014 anche in Polinesia Francese.
La chikungunya è considerata una delle malattie tropicali neglette.

## Modalità di trasmissione

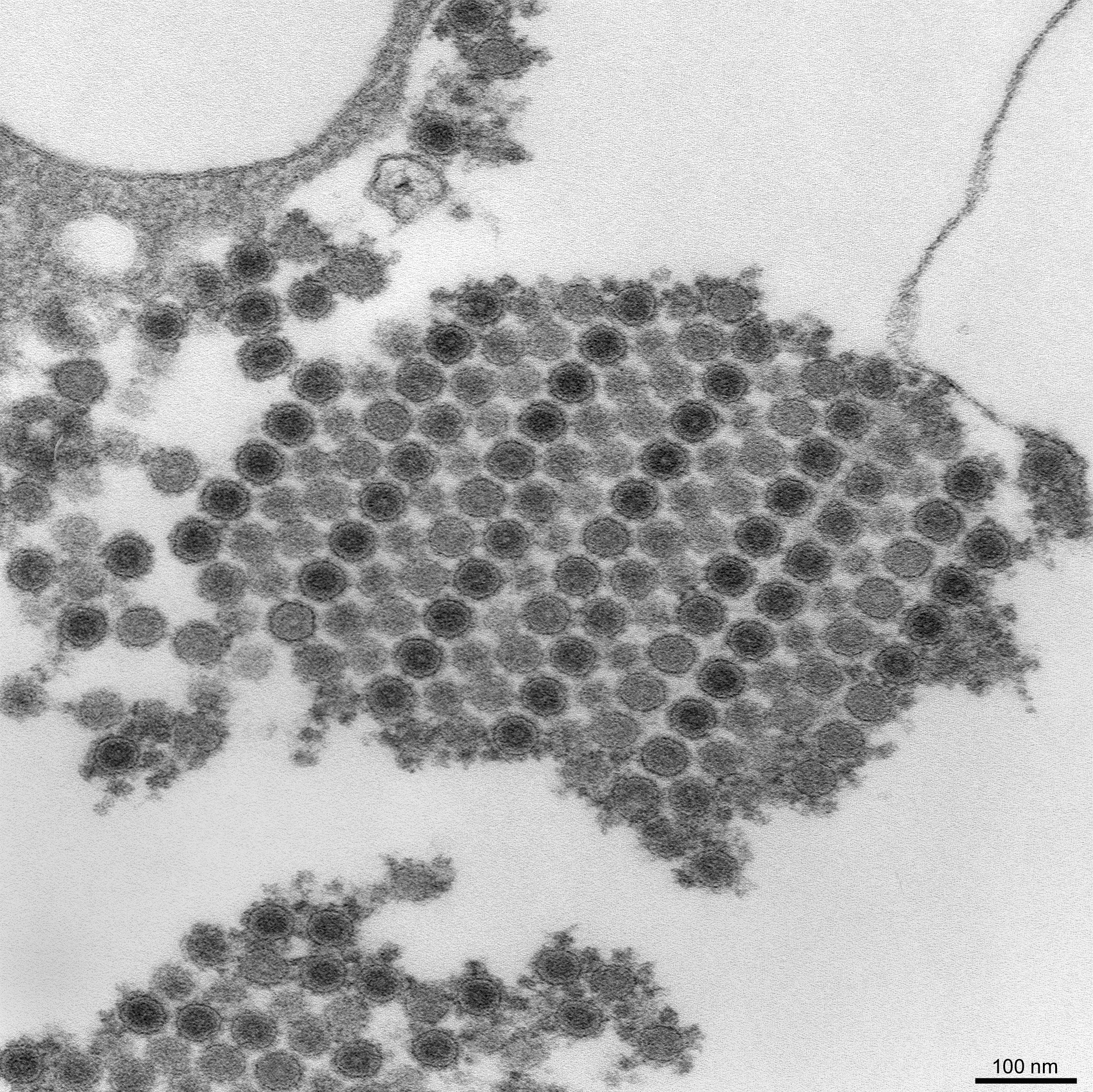
Particelle del virus al microscopio elettronico a trasmissione

Il virus nelle epidemie urbane è trasmesso da zanzare della specie Aedes aegypti, la stessa che trasmette la febbre gialla e la dengue e da Aedes albopictus (zanzara tigre). Nell'epidemie silvestri africane è trasmesso da Aedes africanus e da specie del genere Mansonia. Il ciclo silvestre è mantenuto da cercopitechi e babbuini. Non si esclude a priori la possibilità di un contagio interumano (per via aerea, per contatto con fluidi organici...) specialmente tra soggetti che restano in prolungato contatto con malati. Infatti, l'epidemia avvenuta negli anni scorsi alla Réunion ha visto in alcuni momenti un aumento di casi troppo elevato per essere imputato soltanto alla aggressività delle zanzare tigre.

## Clinica
Il periodo di incubazione è di 2-4 giorni circa. La malattia ha un andamento tipicamente bifasico. 
- Nella prima fase, che dura dai 6 ai 10 giorni, si hanno febbre, cefalea e importanti artralgie, che limitano molto i movimenti: i pazienti tendono a rimanere assolutamente immobili, in posizione antalgica. La febbre si risolve dopo 4 giorni.
- La seconda fase di 2-3 giorni è caratterizzata dalla comparsa di un esantema maculopapulare pruriginoso su tutto il corpo e dalla ricomparsa della febbre. Occasionalmente in questa fase possono aversi manifestazioni neurologiche, soprattutto nei bambini piccoli (convulsioni), ma nel complesso CHIK è poco o per nulla neurotropo. Raramente possono aversi miocardite e scompenso cardiaco acuto. Le rare complicanze emorragiche si registrano nelle epidemie asiatiche, ma non sono mai gravi come nella dengue: possono comparire petecchie, ma mai importanti sanguinamenti. La malattia si risolve spontaneamente, ma i dolori articolari possono persistere per mesi.

## Diagnosi
La diagnosi è sospettata sulla base dell'anamnesi: malattia febbrile e artralgie in pazienti di ritorno da Africa o da Asia in concomitanza di un'epidemia.

### Esami bioumorali
Si può avere modesta leucopenia con linfocitosi relativa. Si ha importante aumento della velocità di eritrosedimentazione (VES) e della proteina C reattiva (PCR).

### Esami sierologici
La diagnosi è sierologica con una metodica di emoagglutinazione indiretta o con metodica ELISA.

## Prognosi
La malattia è autolimitante. La mortalità è bassa (0,4%), ma è maggiore nei bimbi di meno di 1 anno di età (2,8%) e aumenta negli anziani con altre patologie concomitanti.

## Terapia
La terapia è sintomatica e si basa sul controllo delle artralgie.

### Profilassi

#### Vaccino
Al momento non è disponibile un vaccino per prevenire la malattia, l’unica prevenzione consiste nell'impedire o ridurre al minimo le punture delle zanzare. Un vaccino è comunque in fase di sviluppo. Il 28 giugno 2024 la UE ha autorizzato il vaccino IXCHIQ per prevenire la malattia.

#### Lotta al vettore
Per evitare la puntura delle zanzare si consiglia di vestirsi, coprendosi il più possibile, e di usare spray e sostanze repellenti per gli insetti sulla pelle esposta. La lotta alle zanzare, in ambiente urbano, si basa sul controllo delle acque stagnanti, allo scopo di ucciderne le larve.